# Nowa Wiśniewka
Nowa Wiśniewka [pronunciación en polaco: /ˈnɔva viɕˈɲefka/] (en alemán: Kirschdorf) es un pueblo en el distrito administrativo de Gmina Zakrzewo, dentro del Distrito de Złotów, Voivodato de Gran Polonia, en el centro-oeste de Polonia. Se encuentra aproximadamente 8 kilómetros al noroeste de Zakrzewo, 13 kilómetro al norte de Złotów, y 119 kilómetro al norte de la capital regional, Poznań.
Hasta 1772, el área era parte del Reino de Polonia. Entre 1772 y 1945 fue parte de Prusia y Alemania.
El pueblo tiene una población de 105 habitantes.